# Things to Make and Do
'Things to Make And Do' es el tercer álbum del grupo de música electrónica Moloko, lanzado en el año 2000 en UK por Echo Records. En este álbum se alejan más de la electrónica y logran sonidos más acústicos pero manteniendo aún ese estilo funk que los caracteriza. 
Además del cambio musical, el álbum también incluye una técnica vocal jamás usada por Róisín Murphy. Cuando se publicó el álbum, Murphy resumió su estilo vocal anterior diciendo: «Tenía 19 años cuando grabé 'Tight Sweater, y sabía que estaba fingiendo, pero aunque no lo intentara, aún estaría fingiendo. Ahora, me conozco mejor.»
Después de su publicación, le llegaron ofertas a Murphy desde otros sellos, sobre todo desde The Pshycodelic Waltons, Boris D,, y Handsome Boy Modelling School. El álbum se publicó en Echo Label como el álbum que más rápido alcanzó el disco de platino en UK, hasta que fue superado por el recopilatorio de Feeder The Singles seis años después. 

## Sencillos y bonus tracks
El álbum publicó como primer sencillo «The Time is Now» que se convirtió en el mayor éxito de Moloko, alcanzando el número dos en UK Singles Chart, alcanzado el debut número tres de Things to Make and Do en UK.
Previamente a la publicación del álbum, un remix no solicitado de Boris Dlugosch de la canción «Sing it Back» — que apareció originalmente como una canción drum and bass es su álbum anterior I Am Not a Doctor — se convirtió en un éxito comercial de las pistas de baile. Después de pasar por Miami e Ibiza y aparecer en una decena de recopilatorios, el remix de Boris D. «Boris Musical Mix» apareció como bonus track en este CD. 
Para este álbum se lanzaron los sencillos «Pure Pleasure Seeker», «Indigo» y «The Time Is Now», — éste se convirtió en su más grande hit.

## Canciones
| Things to make and Do |                                                                  |          |  |
| N.º                   | Título                                                           | Duración |  |
| 1.                    | «Radio Moscow»                                                   | 0:25     |  |
| 2.                    | «Pure Pleasure Seeker»                                           | 6:30     |  |
| 3.                    | «Absent Minded Friends»                                          | 4:45     |  |
| 4.                    | «Indigo»                                                         | 5:36     |  |
| 5.                    | «Being Is Bewildering»                                           | 4:06     |  |
| 6.                    | «Remain the Same»                                                | 3:40     |  |
| 7.                    | «A Drop in the Ocean»                                            | 1:59     |  |
| 8.                    | «Dumb Inc.»                                                      | 4:26     |  |
| 9.                    | «The Time Is Now»                                                | 5:18     |  |
| 10.                   | «Mother»                                                         | 4:45     |  |
| 11.                   | «It's Your Problem»                                              | 1:07     |  |
| 12.                   | «It's Nothing»                                                   | 5:12     |  |
| 13.                   | «Bingo Massacre»                                                 | 0:24     |  |
| 14.                   | «Somebody Somewhere»                                             | 5:42     |  |
| 15.                   | «Just You and Me Dancing»                                        | 1:17     |  |
| 16.                   | «If You Have a Cross to Bear You May as Well Use It as a Crutch» | 3:25     |  |
| 17.                   | «Keep Stepping»                                                  | 0:21     |  |
| 18.                   | «Sing It Back» (Boris Musical Mix)                               | 9:20     |  |

## Sencillos
- «The Time Is Now»
- «Pure Pleasure Seeker»
- «Indigo»

- Datos: Q839626